# سیارک ۱۳۷۱۴
سیارک ۱۳۷۱۴ (به انگلیسی: 13714 Stainbrook، نامگذاری:1998QV38) سیزده هزار و هفتصد و چهاردهمین سیارک کشف شده‌است که در ۱۷ اوت ۱۹۹۸ کشف شد.
قدر مطلق سیارک برابر ۱۷.۸ است.